# Södra Cell Tofte

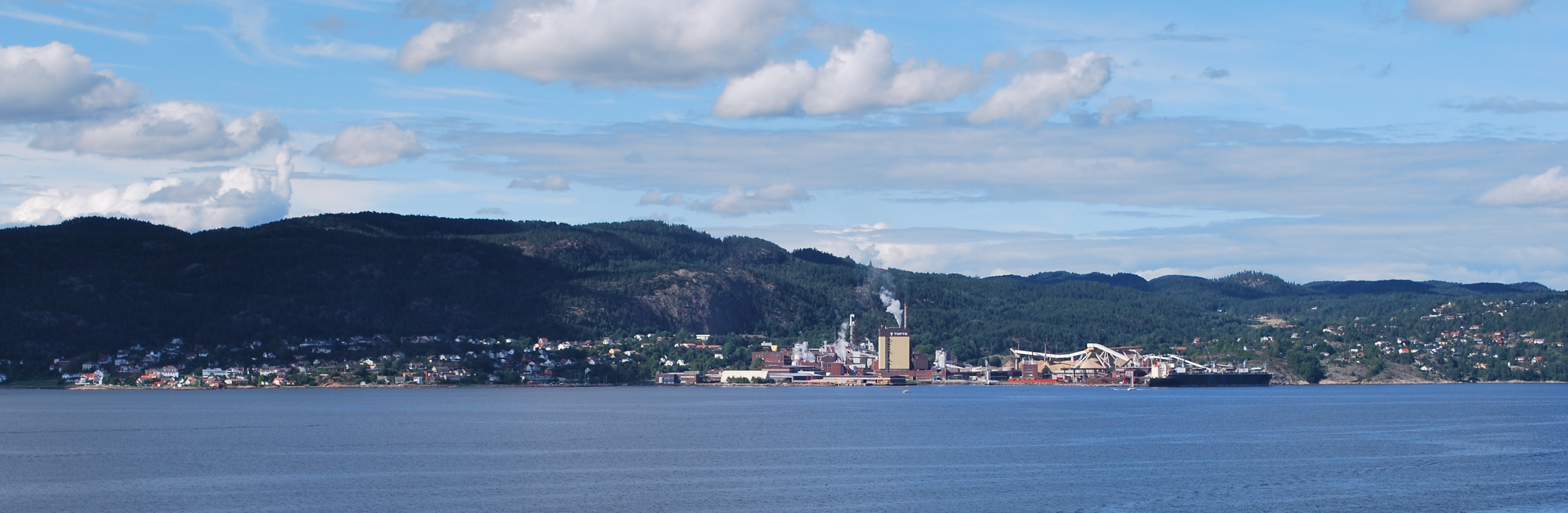
Tofte och massafabriken.

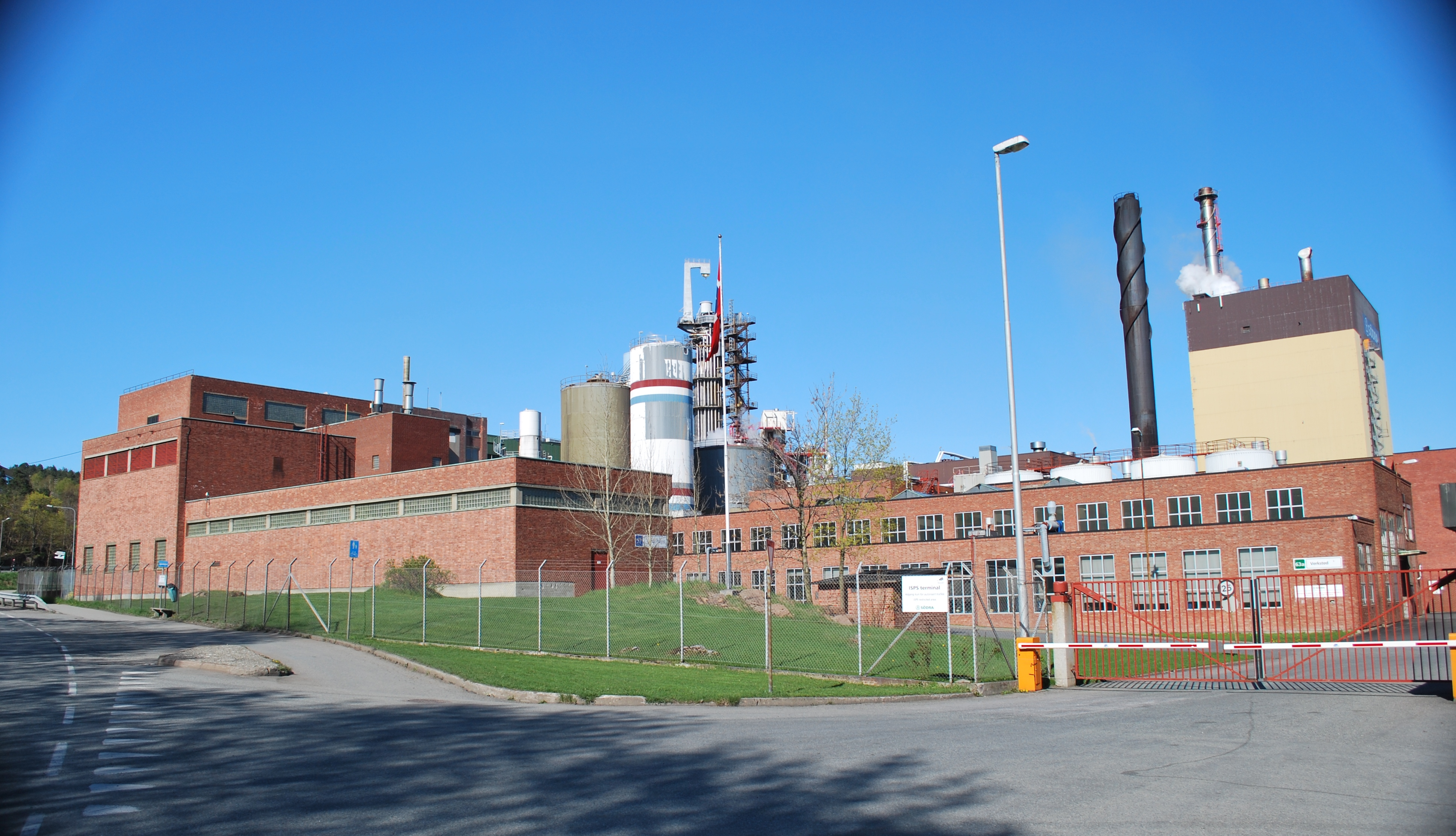
Norra delen av fabriksområdet.

Södra Cell Tofte var ett sulfatmassabruk i Tofte i dåvarande Hurums kommun i Norge. 
Företaget grundades 1897 som AS Tofte Cellulosefabrikk av Anthon B. Nilsen för tillverkning av blekt sulfitmassa. År 1916 producerade bruket drygt 17 000 ton massa. År 1936 höjdes produktionskapaciteten till 55 000 årston. Mellan 1941 och 1977 tillverkades också upp till 6 miljoner liter sprit per år till Vinmonopolet AS. 
En ny sulfatmassafabrik med en produktionskapacitet på 400 000 årston invigdes 1980. Efter det att massapriserna sjunkit, gick företaget i konkurs 1982 och rekonstruerades med Norske skogsindustrier, Follum fabrikker och Union Paper AS som huvudägare. Det nya företaget AS Tofte Industrier noterades på Oslobörsen från 1987. År 1989 slogs Norske skogsindustrier, Follum och Tofte Industrier samman. Norske Skog sålde 2000 massafabriken i Tofte till Södra Cell.
Södra lade 2013 ut Tofte massafabrik för försäljning. Intresset var lågt, och fabriken lades i stället ned i augusti 2013.